# Юдора Велті
Юдора Еліс Велті (англ. Eudora Alice Welti; 13 квітня 1909 — 23 липня 2001) — американська письменниця, прозаїк, фотографка, лауреатка престижної премії Пулітцера.

## Дитинство та освіта
Народилась в м. Джексон, штат Міссісіпі, померла й похована там же.
Ім'я отримала на честь двох бабусь — Юдори Эндрюс та Эліс Велті. Після народження дочки мати, Честіна Ендрюс Велті (1883—1966), назавжди полишила вчителювання і займалась домом та вихованням дітей (у Юдори було два молодших брати). Батько, Крістіан Вебб Велті (1879—1931) все життя пропрацював у страховій компанії «Ламар Лайф», пройшовши шлях від страхового агента до керівника. В сім'ї любили книги і купували їх щедро. Читання було улюбленим заняттям Юдори, що росла в атмосфері любові й достатку.
Освіту Велті почала в Жіночому університеті штату Міссісіпі (англ. Mississippi University for Women). Провчившись там рік, продовжила навчання в університеті Вісконсин-Медісон, а потім навчалася в школі бізнесу Колумбійського університету, закінчивши її в 1930 році.
Після смерті батька в 1931 Юдорі довелося полишити Нью-Йорк і повернутися в Джексон, де працювала репортеркою в агентстві Управління громадських робіт (Works Progress Administration), що забезпечував проведення громадських робіт у рамках Нового курсу президента Рузвельта.

## Кар'єра та визнання
Робота вимагала поїздок по всьому Міссісіпі, писати нотатки и робити фотографії (фотографія була захопленням Юдори), так Велті пізнала всі 82 округи штату. В результаті цих подорожей з'явилися сотні фотографій, пізніше придбані відділом історії та архівів штату (англ. the Mississippi Department of Archives and History).
Деякі з цих фото Велті, з дозволу відділу, видала. Так з'явились два альбоми «Час і місце, Міссісіпі під час Депресії» (англ. One Time, One Place. Mississippi in the Depression. A Snapshot Album; 1994) та «Сільські кладовища» (англ. Country Churchyards; 2000).
В 1936 році Велті опублікувала перше оповідання, «Смерть комівояжера» (англ. Death of a Traveling Salesman), він привернув увагу Кетрін Енн Портер, котра стала для Велті наставницею і написала передмову до її першої збірки оповідань «Зелена завіса» (англ. A Curtain of Green; 1941).
За роман «Дочка оптиміста» (англ. The Optimist's Daughter; 1972) Велті отримала Пулітцерівську премію. Інші відомі романи авторки — «Заручини в Дельті» (англ. Delta Wedding; 1946) і «Програні битви» (англ. Losing Battles; 1971), англ. The Robber Bridegroom (1942), англ. The Ponder Heart (1954).
В 1986 році удостоїлася Національної медалі США в галузі мистецтв.
З захопленим есе про творчість Велті виступив письменник Гай Давенпорт.
Ім'ям Юдори Велті названий поштовий клієнт Eudora Mail, творці котрого були під враженням від її оповідання «Чому я живу на пошті» (англ. Why I Live at the P.O.).
Юдора Велті так писала про феномен літературного твору:
«Писати — це значить брати життя таким, яким воно вже є, не описувати його, а зробити його предметом з метою, щоб закінчений твір міг містити в собі це життя, і подати його читачеві. Суть не буде, безумовно, тим самим, що й сировий матеріал. Це не з однакової породи речей. Твір є щось таке, чого не було перед ним і не буде після нього. Бо розум однієї особи — автора твору — є в ньому також. Те, що перш за все відрізняє твір від сирового матеріалу чи журналістики, це не віддільна від нього можливість спільного між письменником і читачем — акт уяви».